# 송희경 (1964년)
송희경(宋喜卿, 1964년 7월 24일 ~ )은 KT 전무를 역임한 대한민국의 정치인이다.

## 학력
- 1983년 ~ 1987년: 이화여자대학교 전자계산학과 학사
- 2001년 ~ 2003년: 이화여자대학교 정보통신대학원 전자상거래 석사
- 2007년 ~ 2009년: 카이스트 테크노경영대학원 경영학 석사

## 경력
- 2007년 ~ 2009년: 대우정보시스템 기술지원실 실장
- 2008년 2월 ~ 2008년 8월: 서울여자대학교 겸임교수
- 2011년 2월 ~ 2012년 9월: 대우정보시스템 기술연구소 소장, 상무
- 2011년 2월 ~ 2012년 9월: 대우정보시스템 서비스사업단 단장, 상무
- 2012년 11월 ~ 2013년 1월: KT 소프트웨어개발센터 센터장, 상무
- 2013년 2월 ~ 2014년 12월: 평창동계올림픽지원단 단장
- 2013년 1월 ~ 2014년 12월: KT 기업IT사업본부 본부장, 상무
- 2014년 ~ 2015년: 한국클라우드산업협회 회장
- 2014년 12월 ~ 2015년 11월: KT 공공고객본부 본부장, 상무
- 2015년 2월 ~ 2016년: KT GiGA IoT사업단장, 상무
- 2016년 5월 ~ 2017년 2월: 제20대 새누리당 국회의원 (비례대표)
- 2016년 6월 ~ 2018년 5월: 제20대 국회 전반기 여성가족위원회 위원
- 2016년 6월 ~ 2017년 7월: 제20대 국회 전반기 미래창조과학방송통신위원회 위원
- 2016년 6월 ~ : 국회 제4차산업혁명포럼 공동대표
- 2016년 6월 ~ 2017년 2월: 새누리당 미래먹거리특위 ICT분과 위원장
- 2016년 7월 ~ 2017년 2월: 국회 미래일자리 특별위원회 위원
- 2016년 8월 ~ 2017년 2월: 새누리당 저출산고령화대책특별위원회 간사
- 2016년 12월 ~ 2017년 2월: 새누리당 원내부대표
- 2017년 2월 ~ 2020년 2월 : 제20대 국회의원 (비례대표/자유한국당)
- 2017년 2월 : 자유한국당 미래먹거리특위 ICT분과 위원장
- 2017년 2월 : 자유한국당 저출산고령화대책특별위원회 간사
- 2017년 2월 ~ 2018년 12월: 자유한국당 원내부대표
- 2017년 4월: 제19대 대통령선거 자유한국당 중앙선거대책위원회 4차산업혁명특별위원회 위원장
- 2017년 4월: 제19대 대통령선거 자유한국당 중앙선거대책위원장 대변인
- 2017년 7월 ~ 2018년 5월: 제20대 국회 전반기 과학기술정보방송통신위원회 위원
- 2017년 8월 ~ 2018년 9월: 자유한국당 여성위원회 수석부위원장
- 2017년 8월 ~ 2017년 12월: 자유한국당 정책위원회 부위원장
- 2017년 12월 ~ 2018년 5월: 제20대 국회 4차 산업혁명 특별위원회 간사
- 2017년 12월 ~ 2018년 2월: 자유한국당 지방선거기획위원회 위원
- 2018년 2월 ~ 2018년 5월: 자유한국당 지방선거총괄기획단 지방선거기획본부 위원 겸 홍보소위 위원
- 2018년 2월 ~ 2018년 12월: 제20대 국회 운영위원회 위원
- 2018년 7월 ~ 2020년 5월: 제20대 국회 후반기 여성가족위원회 간사
- 2018년 7월 : 자유한국당 경제와 청년위원회 위원장
- 2018년 7월: 제20대 국회 대법관(김선수·이동원·노정희) 임명동의에 관한 인사청문특별위원회 위원
- 2018년 8월 ~ 2019년 2월 : 자유한국당 비상대책위원회 가치와 재표 재정립소위원회 위원
- 2018년 9월 ~ 2018년 12월 : 자유한국당 원내대변인
- 2018년 9월 ~ 2020년 3월 : 자유한국당 중앙여성위원장
- 2018년 10월 ~ 2019년 6월 : 제20대 국회 후반기 4차 산업혁명 특별위원회 위원
- 2018년 12월: 자유한국당 원내대표-정책위의장 경선 선거관리위원
- 2019년 1월 ~ 2019년 2월 : 자유한국당 2.27 전대 선관위 준비위원
- 2019년 3월 : 자유한국당 좌파독재저지특별위원회 위원
- 2019년 3월 : 자유한국당 미세먼지특별위원회 위원
- 2019년 4월 : 자유한국당 신정치혁신특별위원회 - 공천혁신소위원회 위원
- 2019년 6월 ~ 2019년 9월 : 자유한국당 2020 경제대전환 위원회 활기찬 시장경제 분과위원
- 2019년 10월 : 자유한국당 국가정상화특별위원회 위원
- 2019년 12월 ~ 2020년 2월 : 자유한국당 인재영입위원회 위원
- 2020년 1월 ~ 2020년 2월 : 자유한국당 2020 총선 공약개발단 6정책조정위원회 복지·여가 공약 총괄 공동팀장
- 2020년 2월 ~ 2020년 3월 : 제20대 국회의원 (비례대표/미래통합당)
- 2020년 2월 ~ 2020년 3월 : 미래통합당 당무위원 겸 중앙여성위원장
- 2020년 3월 ~ 2020년 5월 : 미래한국당 당무위원
- 2020년 6월 ~ 2020년 9월 : 미래통합당 당무위원 겸 미래산업일자리특별위원
- 2020년 9월 : 국민의힘 당무위원 겸 미래산업일자리특별위원
- 국민의힘 당무위원
- 2020년 9월 : LG경제연구원
- 아카라라이프(주) CEO
- 2025년 4월 ~ 2025년 4월: 국민의힘 나경원 제21대 대통령 선거 경선후보 나경원 캠프 정책자문단

## 역대 선거 결과
| 실시년도 | 선거   | 대수 | 직책     | 선거구   | 정당     | 득표수       | 득표율          | 순위         | 당락 | 비고 |
| -------- | ------ | ---- | -------- | -------- | -------- | ------------ | --------------- | ------------ | ---- | ---- |
| 2016년   | 총선   | 20대 | 국회의원 | 비례대표 | 새누리당 | 7,960,272 표 | \| \| 33.50% \| | 비례대표 1번 |      | 초선 |
|          | 33.50% |      |          |          |          |              |                 |              |      |      |

## 같이 보기
- 대한민국 제20대 국회의원 선거 새누리당 후보 목록#비례대표